# Castles Made of Sand (brano musicale)
Castles Made of Sand è una canzone scritta da Jimi Hendrix e registrata dalla Jimi Hendrix Experience per il loro secondo album, Axis: Bold as Love, del 1967. La canzone è stata prodotta dal loro manager Chas Chandler. La canzone è una storia biografica dell'infanzia di Hendrix.